# Karenský stát
Karenský stát, též zvaný Kayinský stát, se rozkládá v jihovýchodní části Barmy. Karenský stát sousedí na východě s Thajskem, na jihu a západě s Monským státem, na západě s oblastí Bago, na severu pak s mandalajskou oblastí a Šanským státem a na severovýchodě s Kayahským státem. Oblast Kayinského státu se až do roku 1989 nazývala Karenský stát, kdy došlo k rozhodnutím vojenské vlády k přejmenování.